# ラシャ
ラシャ（ポルトガル語：raxa）は、毛織物の一種。織物組織は平織、綾織、繻子織などで、密に織ったものを縮絨（しゅくじゅう）させたのち、毛羽（けば）の先端を剪毛して仕上げる。このため表地からは組織の織目は見えない。
12世紀頃、セルビアの首都ラサで産したため、この名称で呼ばれ、南蛮貿易により日本へ渡来した。名称も当時のポルトガル語名称に由来する外来語であり、表記も音を漢字で表した「羅紗」を用いる場合もある。ただし、日本語のラシャは羊毛地の毛織物を指すが、ポルトガル語の「raxa」は木綿地を指すため、南蛮貿易で日本にもたらされた当時の生地が羊毛だったか木綿だったかは疑問が残されている。なお、「羅」も「紗」も絹織物に関連する意味を持つ漢字だが、羅紗自体は絹製品ではなくウール製品である。

## 衣料のラシャ
ラシャは紡毛を密に織って起毛させた厚地の生地であり、とても丈夫で保温性も高いため、以下のような衣類の生地として用いられる。
- 帽子
- 羽織
- 軍服（軍服 (大日本帝国陸軍)などを参照）
- ズボン
- スーツ（大礼服、ブラックスーツなどを参照）
- 外套

日本においては羽織や軍服への需要が多かったが時代の経過により減少傾向にある。ただし、乗馬ズボンや帽子などには引き続き利用されている。
かつては合羽もラシャで作られていた時期があったが見た目が豪華なために富裕な商人や医者が贅を競ったため、江戸幕府がこれを禁止したこともある。また、しっかりと編みこまれたラシャは強い難燃性を示すため、火事羽織などにも利用された。19世紀のイギリスの消防士は厚い革帽子とラシャ地のジャケットに身を包んで消火活動にあたったほどである。
厚手のこの生地を加工するために刃渡りの大きなラシャ切鋏（洋裁鋏）が用いられる。

## ビリヤードのラシャ

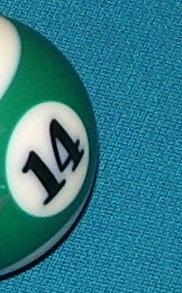
ラシャとボール

ビリヤードで利用されているラシャはクッション部分を除いてテーブル上面を1枚の大きな布で覆いつくし、適度な張りを持つように敷かれている。この「張り」と製品ごとのナイロン合成比率、毛羽立ち具合などによって「ボールが転がりやすい」「ボールの回転の影響が顕著に出る」などの「癖」として現れる。これらの癖はプレイに大なり小なりの影響を及ぼすため、上級者はこれらのコンディションを素早く読み、自分のプレイをコンディションに対応させて調整する能力が求められる。
前述の通り、ビリヤードで利用されているラシャは1枚の布であるという性質上、咥えタバコから落ちた火種やジャンプボールやマッセの失敗などでラシャに穴を開けてしまうとすべて剥がして張り直しとなってしまう。ラシャの張り直しにはビリヤードテーブルを部分的に解体する必要があるため工事費も高く、張り直している間は一時的に顧客がプレイ不可能になるなどしてビリヤード場の経営に大きな負担を掛けてしまう。そのため、そのような行為に対して禁止している旨を記述したポスターを貼るなどし、顧客に注意を促している店舗がある。
また、ビリヤード場によっては「ブレイクマット」(通称、座布団)と呼ばれる小さなラシャの切れ端が用意されていることがある。これはスピードがあるブレイクショット(時速40km以上に達することもある)により、ナイロンが摩擦で溶けるのを防ぐとともに、ミスショットの際にキュー先でラシャを傷つけないようにするための小道具である。
- 関連メーカー
  - 日本毛織
  - イワン
  - ハリウッド

### ラシャの色
ビリヤードで利用されているラシャはブルーグリーンに限らず各種多様な色が用意されており、店舗の雰囲気に合せて選択できるようになっている。プレイヤーはチョーク汚れを目立たせないよう、ラシャの色に近い色をしたチョークを利用することがマナーである。
- 主に利用されている色
  - レッド
  - ゴールド
  - アップルグリーン
  - ブルーグリーン
  - ブルー

また、日本において「ビリヤード」と言えば主にポケットビリヤードが連想されることもあり、ポケットビリヤードで概ね利用されているブルーグリーンのラシャはビリヤードを象徴する色のひとつとして「ビリヤードグリーン」というJIS慣用色名が付与されている。このビリヤードグリーンという色は色彩心理学においては「精神を静めて集中力を高める色」とされており、メンタルスポーツとされるビリヤードに向いていると考えられている。

## 麻雀のラシャ
麻雀牌を置いたり混ぜたりした際の音を吸収したり、麻雀牌に傷がつかないようにするために毛羽立ったラシャ製のマットが利用されることがある。ラシャ製のマットは個別の商品として用意されている他、炬燵で利用する天板の裏側がラシャ地となっているものがあり、これを代用品とすることも可能である。